# Tito Rodríguez
Pour les articles homonymes, voir Rodríguez.
Pablo Rodríguez Lozada dit Tito Rodríguez (4 janvier 1923 - † 28 février 1973) est un chanteur et un chef d'orchestre né à Santurce, à Porto Rico(États-Unis), mais dont la majeure production artistique s'est passée à New York. Rodríguez est connu par de nombreux fans sous le nom d'« El Inolvidable » (L'inoubliable), un surnom basé sur sa chanson la plus populaire, un boléro écrit par le compositeur cubain Julio Gutiérrez. Sa forme particulière et sentimentale d'interpréter le boléro (et mambo aussi) lui ont valu la reconnaissance internationale de figurer parmi les plus grands interprètes de ce genre musical et de la musique des Caraïbes hispanophones en général.

## Biographie
Pablo Rodriguez Lozada est né le 4 janvier 1923, son père était le porto-ricain José Rodriguez et sa mère la cubaine Severina Lozada. Ils créent une famille nombreuse qui se développe principalement au sein du foyer des préoccupations intellectuelles et sociales qui encadrent le quartier ouvrier de Santurce. Ses jouets préférés consistaient en des versions pour enfants d'instruments de musique tels que la guitare, la trompette, l'harmonica, le piano et la batterie. C'est ainsi qu'il a développé son enfance dans un environnement de pleine musicalité, interprétant des mélodies populaires dans une exécution réussie. À 13 ans, il signe son premier contrat avec une compagnie américaine et ses premiers enregistrements en tant que chanteur commencent à se faire entendre.
En 1939, Tito Rodríguez, 16 ans, arrive à New York dans l'espoir de travailler comme chanteur et de tracer sa propre voie musicale. Il fait d'abord des apparitions dans l'orchestre de son frère Johnny et peu de temps après il réussit à chanter avec le Marcano Quartet, avec lequel il enregistre ses premiers albums à New York. En 1942 Rodríguez chante dans l'orchestre populaire du moment, celui du catalan Xavier Cugat, en remplacement du sonero cubain Miguelito « Babalú » Valdés.
Avec Xavier Cugat, Rodríguez a enregistré une seule chanson intitulée " Bim Bam Bum " (par Noro Morales) le 20 juillet 1942. Après avoir passé un an dans les forces armées américaines, Rodríguez est revenu au show business pour rejoindre l'orchestre de Noro Morales pendant environ 5 ans, réussissant à enregistrer trois LP avec le label Seco en 1945 ; ils ont été réédités sur un CD de la collection  en 1993, sous le label Tumbao.
Son orchestre, qui comportait de prestigieux musiciens (tels que Cachao, Manny Oquendo, Víctor Paz, etc.), jouait du cha-cha-cha, de la pachanga, du mambo, du boléro.
À la recherche de nouveaux marchés pour sa musique, ila signé en 1953 un nouveau contrat avec la société transnationale RCA Víctor et son groupe a été rebaptisé "Tito Rodríguez y su Orquesta". Son orchestre, qui comportait de prestigieux musiciens (tels que Cachao, Manny Oquendo, Víctor Paz, etc.), jouait du cha-cha-cha, de la pachanga, du mambo, du boléro.
En 1963, il s'installe à Porto Rico et sur la chaîne de télévision 7, il présente pendant 30 semaines The Tito Rodriguez Show. Des personnalités telles que Sarah Vaughan, Shirley Basey, Tonny Bennett et Sammy Davis Jr., ont agi en tant qu'artistes invités dans son émission.
Il avait participé à un concert donné en son honneur par l'orchestre de Machito au Madison Square Garden. Il meurt d'une leucémie en 1973,.
Après sa mort, beaucoup d'interprètes de boléro continuent de suivre son style.
En 1976, la Fania All Stars a sorti l'album Tribute to Tito Rodriguez en son hommage.
En 1993, à l'occasion du 20e anniversaire de sa disparition, le label vénézuélien Palacio de la Música et l'américain West Side Latino (propriétaire du catalogue United Artist Latino) ont eu l'idée de remplacer l'accompagnement original des tubes romantiques de Rodríguez par un ensemble de voix et de guitares, choisissant La Rondalla Venezolana à cet effet. De cette fusion est né le CD "Eternamente", un enregistrement très réussi auquel "Nuevamente Juntos" a été ajouté en 1999. Ces hommages étaient basés sur le désir jamais réalisé de Rodríguez d'enregistrer avec des guitares.